# 滑川市立滑川中学校
滑川市立滑川中学校（なめりかわしりつ なめりかわちゅうがっこう）は、富山県滑川市にある市立中学校。

## 沿革
1947年4月1日に開校。この時点で、滑川町と西加積村の生徒は滑川市立田中小学校の東半分を借りていた。
1948年9月末に、田中小学校の仮住まいから寺家町（現市役所敷地）の旧滑川女子高等学校の旧校舎に移転した。その後、1958年9月30日に現在地に移転し、1960年3月10日に体育館（鉄骨造り541.2m2）竣工、1961年12月末の特別教室完工を以て校舎の全工事が完了した。1962年3月1日に校舎および体育館の新築落成祝賀会が挙行された。
1969年4月1日、中加積教場が本校へ統合された。
その後1992年から1994年にかけて、現在の校舎に順次改築された（インテリジェントスクールとして。完成は1993年9月）。1994年12月9日には、体育館が完成している。

## 通学区域
寺家小学校区、田中小学校区、西部小学校区、南部小学校区

## 主な卒業生
- 岡本幸一郎（モータージャーナリスト）
- 小森飛絢（プロサッカー選手）